# Gabriela DeBues-Stafford
Gabriela Maria DeBues-Stafford (London, 13 settembre 1995) è una mezzofondista canadese, ha partecipato ai Giochi olimpici estivi di Rio de Janeiro 2016 e Tokyo 2020.

## Biografia
Nata a London in Ontario, figlia di James Stafford (che ha partecipato a 4 edizioni dei Campionati mondiali di corsa campestre) e Maria Luisa Gardner (morta di leucemia quando Gabriela aveva 13 anni), ha 2 fratelli, Nicholas e Lucia, con cui ha partecipato ai 1500 m piani ai Giochi Olimpici di Tokyo.
Dichiaratasi Bisessuale, nel 2019 ha sposato il fidanzato Rowan DeBues, prendendone il cognome.

## Record nazionali
Seniores
- 1500 m piani indoor: 3'56"12 ( Doha, 5 ottobre 2019)
- 1500 m piani indoor: 4'00"80 ( New York, 8 febbraio 2020)
- Miglio: 4'17"87 ( Monaco, 12 luglio 2019)
- Miglio indoor: 4'19"73 ( New York, 8 febbraio 2020)
- 3000 m piani indoor: 8'33"92 ( New York, 6 febbraio 2022)
- 5000 m piani: 14'44"12 ( Bruxelles, 6 settembre 2019)
- 5000 m piani indoor: 14'31"38 ( Boston, 11 febbraio 2022)

## Palmarès
| Anno | Manifestazione              | Sede           | Evento    | Risultato | Prestazione | Note                          |
| ---- | --------------------------- | -------------- | --------- | --------- | ----------- | ----------------------------- |
| 2013 | Mondiali di cross           | Bydgoszcz      | Corsa U20 | 75ª       | 22'23"      |                               |
| 2013 | Campionati panamericani U20 | Medellin       | 1500 m    | 8ª        | 4'53"35     |                               |
| 2014 | Mondiali U20                | Eugene         | 3000 m    | 9ª        | 9'14"97     |                               |
| 2015 | Universiadi                 | Gwangju        | 1500 m    | Argento   | 4'19"27     | [ 2 ]                         |
| 2016 | Mondiali indoor             | Portland       | 1500 m    | 12ª (b)   | 4'11"46     | [ 3 ]                         |
| 2016 | Olimpiadi                   | Rio de Janeiro | 1500 m    | 25ª (b)   | 4'09"45     |                               |
| 2017 | Mondiali                    | Londra         | 1500 m    | 21ª (sf)  | 4'08"51     | [ 4 ]                         |
| 2018 | Mondiali indoor             | Birmingham     | 1500 m    | 13ª (b)   | 4'09"94     | Miglior prestazione personale |
| 2018 | Giochi del Commonwealth     | Gold Coast     | 1500 m    | 14ª (b)   | 4'09"59     |                               |
| 2018 | NACAC                       | Toronto        | 1500 m    | Bronzo    | 4'07"36     |                               |
| 2019 | Mondiali                    | Doha           | 1500 m    | 6ª        | 3'56"12     | Record nazionale              |
| 2021 | Olimpiadi                   | Tokyo          | 1500 m    | 5ª        | 3'58"93     | [ 5 ]                         |
| 2022 | Mondiali indoor             | Belgrado       | 3000 m    | 4ª        | 8'42"89     | [ 6 ]                         |

## Altre competizioni internazionali
2017
- 11ª al Golden Gala ( Roma), 1500 m piani - 4'04"87

2018
- 11ª al Birmingham Grand Prix ( Birmingham), 1500 m piani - 4'07"51

2019
- 4ª al Bauhaus-Galan ( Stoccolma), 5000 m piani - 14'51"59
- 5ª al Golden Gala ( Roma), 1500 m piani - 4'01"28
- 8ª al Meeting international Mohammed VI d'athlétisme de Rabat ( Rabat), 1500 m piani - 4'00"46
- Bronzo al Herculis ( Monaco), Miglio - 4'17"87
- Bronzo al London Anniversary Games ( Londra), 1500 m piani - 4'00"26
- Argento al Birmingham Grand Prix ( Birmingham), Miglio - 4'22"47
- Bronzo al Weltklasse Zürich ( Zurigo), 1500 m piani - 3'59"59
- 7ª al Memorial Van Damme ( Bruxelles), 5000 m piani - 14'44"12

2021
- 4ª al Golden Gala ( Firenze), 1500 m piani - 4'00"46
- 6ª al Prefontaine Classic ( Eugene), 1500 m piani - 4'01"74
- 10ª al Meeting de Paris ( Parigi), 3000 m piani - 8'44"21

2022
- Bronzo al Prefontaine Classic ( Eugene), 1500 m piani - 3'58"62

## Campionati nazionali
- 4 volte campionessa nazionale canadese dei 1500 m piani (2016, 2017, 2018, 2019)

2016
- Oro ai campionati canadesi (Edmonton), 1500 m piani - 4'18"51

2017
- Oro ai campionati canadesi (Ottawa), 1500 m piani - 4'12"41

2018
- Oro ai campionati canadesi (Ottawa), 1500 m piani - 4'17"08

2019
- Oro ai campionati canadesi (Montreal), 1500 m piani - 4'09"09